# Anna Hackl
Anna Hackl (1931) es una campesina de Schwertberg.

## Mühlviertler Hasenjagd
La familia Langthaler vivía en una granja en Winden cerca de Schwertberg.
Ellos acogieron dos prisioneros de guerra desde el 2 de febrero del 1945 por tres meses. Michail Rybtschinskij († 2008) y Nikolai Zimkolo († 2001) escaparon del KZ Mauthausen con más de 500 prisioneros (solo once sobrevivieron a causa del frío y porque la SS y el Volkssturm los persiguieron y mataron). La familia no los traicionó pese al peligro que tenía en la caza que se llama Mühlviertler Hasenjagd. Anna Hackl (llamada Anna Langthaler) tenía 14 años.
Ella es honrada en lugar de su madre también llamada Anna Langthaler que ya murió. Anna Hackl está casada y tiene cinco hijos. Ella da presentaciones en escuelas (30 por año) para hablar del horror de los Nazis y esos tiempos.
Andreas Gruber usó la historia de la familia por su película Hasenjagd que habla de los dos rusos cuales ocupó la familia.

## Reconocimientos
- Goldenes Ehrenzeichen für Verdienste um die Republik Österreich
- Menschenrechtspreis des Landes Oberösterreich 2005 dado por el presidente regional de Alta Austria Josef Pühringer.

- Datos: Q78838